# 平岗镇 (睢县)
平岗镇，是中华人民共和国河南省商丘市睢县下辖的一个乡镇级行政单位。

## 行政区划
平岗镇下辖以下地区：
平东村、平南村、平西村、周塔村、邢楼村、祖六村、索桥村、刘玉红村、苗楼村、张井村、老庄村、果陈村、翟吉屯村、茶徐村、郝口村、秦口村、宋庄村、常庄村、蔡庄村、付庙村、郭八村、卢洼村、六六湾村、大李村和岗下坡村。